# Manuel Zúñiga
Manuel Zúñiga Fernández (Luciana, 29 de junho de 1960) é um treinador e ex-futebolista profissional espanhol que atuava como meia.

## Carreira
Manuel Zúñiga se profissionalizou no Calvo Sotelo.

## Seleção
Manuel Zúñiga integrou a Seleção Espanhola de Futebol nos Jogos Olímpicos de 1980, em Moscou.